# Sunray (Oklahoma)
Sunray est une census-designated place du comté de Stephens, dans l'État d'Oklahoma, aux États-Unis. En 2020, elle compte une population de 853 habitants.